# 4434 Nikulin
4434 Nikulin eller 1981 RD5 är en asteroid i huvudbältet som upptäcktes den 8 september 1981 av den sovjetisk-ryska astronomen Ljudmila Zjuravljova vid Krims astrofysiska observatorium på Krim. Den är uppkallad efter Jurij Nikulin.
Asteroiden har en diameter på ungefär 5 kilometer.